# Éléonore de Portugal (1434-1467)
Pour les articles homonymes, voir Éléonore de Portugal.
Aliénor ou Éléonore de Portugal (en portugais : Leonor), née le 18 septembre 1434 à Torres Vedras et morte le 3 septembre 1467 à Wiener Neustadt, est une princesse de la maison d'Aviz, fille du roi Édouard Ier de Portugal et d'Éléonore d'Aragon. Elle est impératrice du Saint-Empire, reine de Germanie et archiduchesse consort d'Autriche de 1452 jusqu'à sa mort, par son mariage avec l'empereur Frédéric III. Elle est la mère de l'empereur Maximilien Ier.

## Famille
Éléonore est une fille cadette d'Édouard Ier (1391-1438), roi de Portugal depuis 1433, et de son épouse Éléonore (1402-1445), fille du roi Ferdinand Ier d'Aragon. Un souverain infortuné, son père meurt de la peste lorsque Éléonore n'avait pas quatre ans. Son frère aîné, le prince héritier Alphonse V n'a que six ans à la mort de son père qui avait désigné sa femme, Éléonore, comme régente.
Ce choix, toutefois, est très impopulaire car la reine est étrangère et, après diverses péripéties, dont une tentative de corégence, la municipalité de Lisbonne lui préfère Pierre, duc de Coimbra, frère du défunt. Les autres assemblées du pays confirment ce choix, et Pierre obtient définitivement la régence. Éléonore continua de conspirer ; elle quitta sa résidence à Almeirim en se réfugiant au château de Crato avec sa fille cadette Jeanne. Éléonore, à son tour, tomba malade et resta à Almeirim.
Après que sa mère soit contrainte à l'exil en 1440, elle est élevée par son oncle, Pierre, et passe son adolescence à la cour brillante et austère de Lisbonne. En 1448, le jeune roi Alphonse V atteint la majorité. L'année suivante, il déclare rebelle Pierre, provoquant un début de guerre civile. Le 20 mai 1449, l'armée royale défait les troupes de l'ancien régent lors de la bataille d'Alfarrobeira. Au début des combats déjà, Pierre est mortellement blessé par une flèche. Alphonse V continue à s'occuper de l'avenir de ses frères et sœurs.

## Mariage et descendance

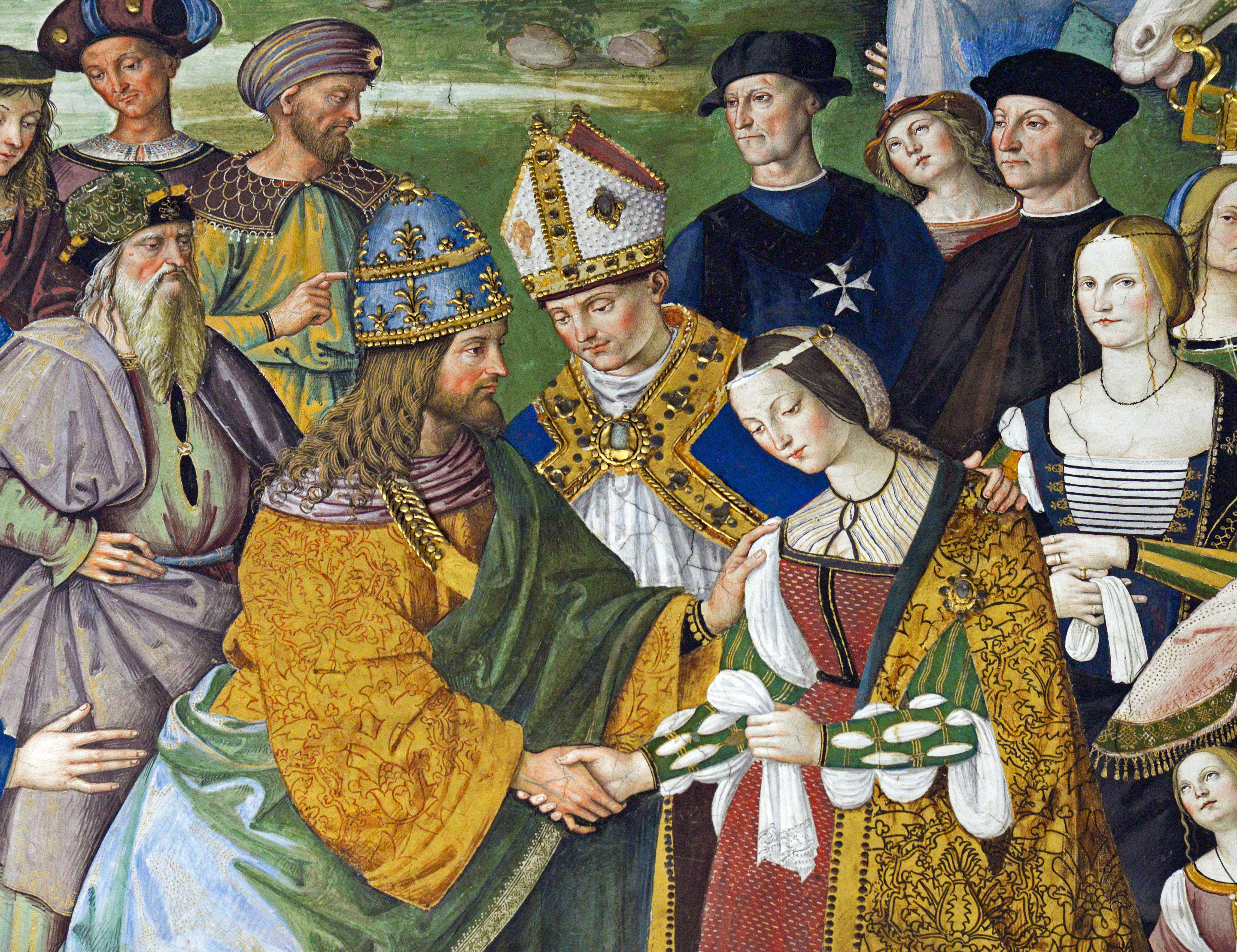
Enea Silvio Piccolomini présente Éléonore de Portugal à Frédéric III, détail d'une fresque par Pinturicchio dans la cathédrale de Sienne (vers 1507).

C'est la tante d'Alphonse, Isabelle, l'épouse du duc Philippe III de Bourgogne, qui initie les négociations relatives au mariage d'Éléonore et de Frédéric de Habsbourg, élu roi des Romains en 1440. Le duc Philippe espère valoriser l'État bourguignon en le transformant en royaume. Néanmoins, la poursuite des pourparlers, à partir de 1448, se déroule à la cour d'Alphonse V d'Aragon, oncle maternel d'Éléonore, à Naples. Frédéric se montre très emballé par sa fiancée, lorsque son conseiller l'évêque Enea Silvio Piccolomini (le futur pape Pie II) assure la réussite des négociations.
Avec une dot de 60 000 florins, Éléonore en 1452 s'embarque à destination de Talamone en Toscane. Après une traversée tumultueuse en bateau, elle rencontre pour la première fois son mari Frédéric à Sienne. Le mariage est célébré par le pape Nicolas V le 16 mars 1452 à Rome. Trois jours plus tard, elle est sacrée impératrice du Saint-Empire sous le nom de Hélène ; c'est le dernier couronnement d'une impératrice à Rome. Son oncle Alphonse V d'Aragon accueille les festivités de mariage à Naples.
Éléonore a dix enfants de Frédéric III, mais seulement deux survivent : 
- Maximilien Ier (1459-1519), duc de Bourgogne de iure uxoris en 1477, élu roi des Romains en 1486, seigneur des territoires héréditaires des Habsbourg à partir de 1493 et empereur du Saint-Empire de 1508 jusqu'à sa mort ;
- Cunégonde (1465-1520), épouse du duc Albert IV de Bavière.

Elle est morte à l'âge de 32 ans et est enterrée dans l'abbaye cistercienne de Neukloster à Wiener Neustadt.